# 송원호
송원호(1990년 12월 4일 ~ )은 전 KBO 리그 야구 선수의 투수이다.그의 아버지는 송유석이며, 현 KBO 리그 심판위원이다.

## 출신학교
- 서울중대초등학교
- 배명중학교
- 배명고등학교
- 동국대학교 (2009학번)